# La Nación (Spanien)
La Nación var en spansk daglig konservativ katolsk kvällstidning, utgiven i Madrid 1925–1936.
La Nación grundades 1925 som organ för Miguel Primo de Rivera. Efter dennes fall 1930 förlorade tidningen sin huvudsakliga betydelse.